# Świni Groń (Gorce)
Świni Groń – polana w Paśmie Lubania w Gorcach. Znajduje się na lewych zboczach doliny jednego z cieków źródłowych Rochowego Potoku. Nie prowadzi przez nią żaden szlak turystyczny, ale nieco poniżej polany, wzdłuż drugiego cieku Rochowego Potoku idzie zielony szlak turystyczny z Ochotnicy Dolnej przez Kudowe na Lubań.
Polana zajmuje strome zbocza potoku na wysokości około 760–830 m n.p.m. Na niewielkim wypłaszczeniu grzbietu znajduje się szałas, drugi w dolnej części polany zbutwiał. Polana w 2017 r. była nadal użytkowana rolniczo.
Polana znajduje się w obrębie osiedla Kudowe należącego do miejscowości Ochotnica Dolna w województwie małopolskim, w powiecie nowotarskim, w gminie Ochotnica Dolna.

## Przypisy

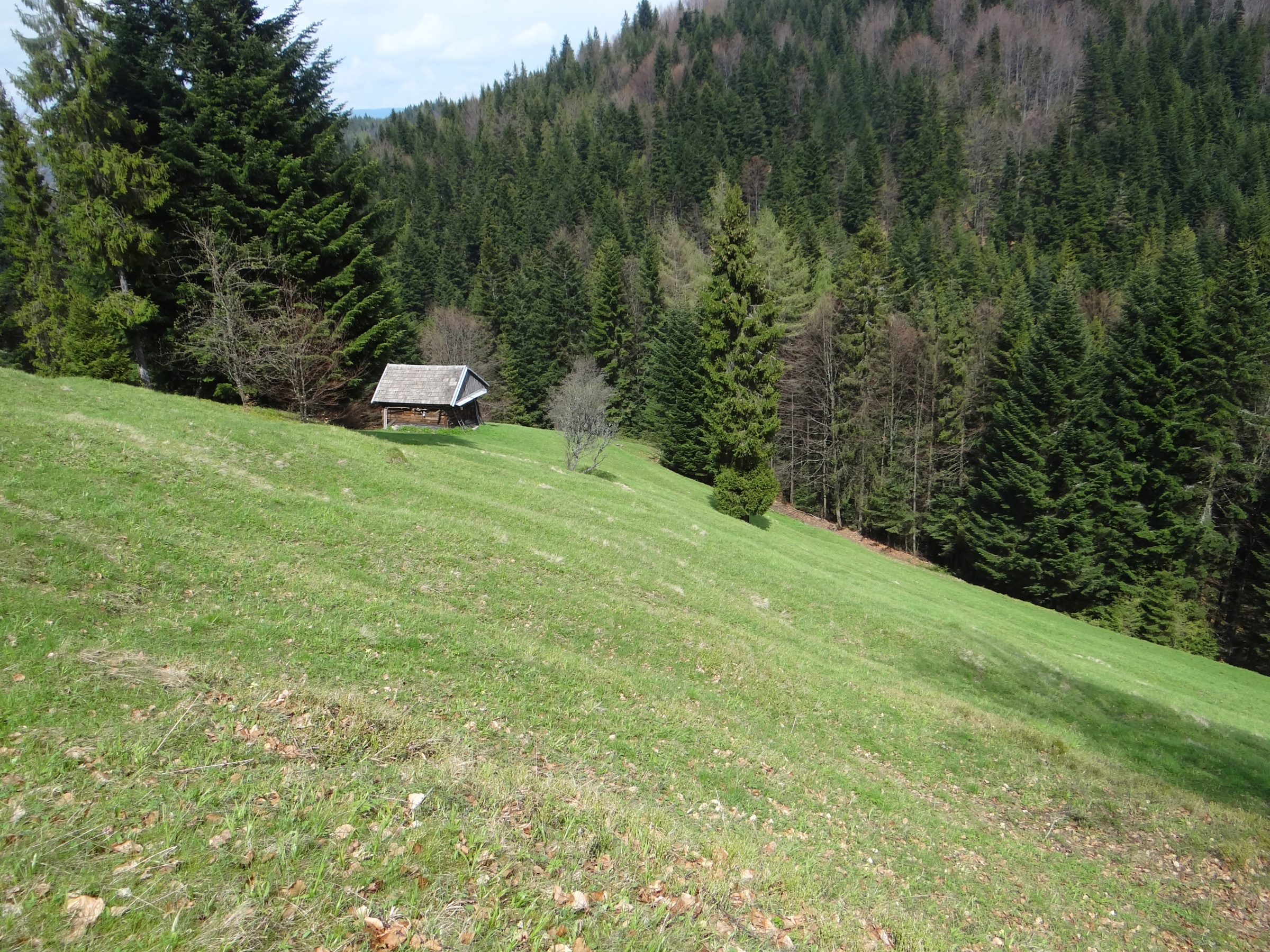
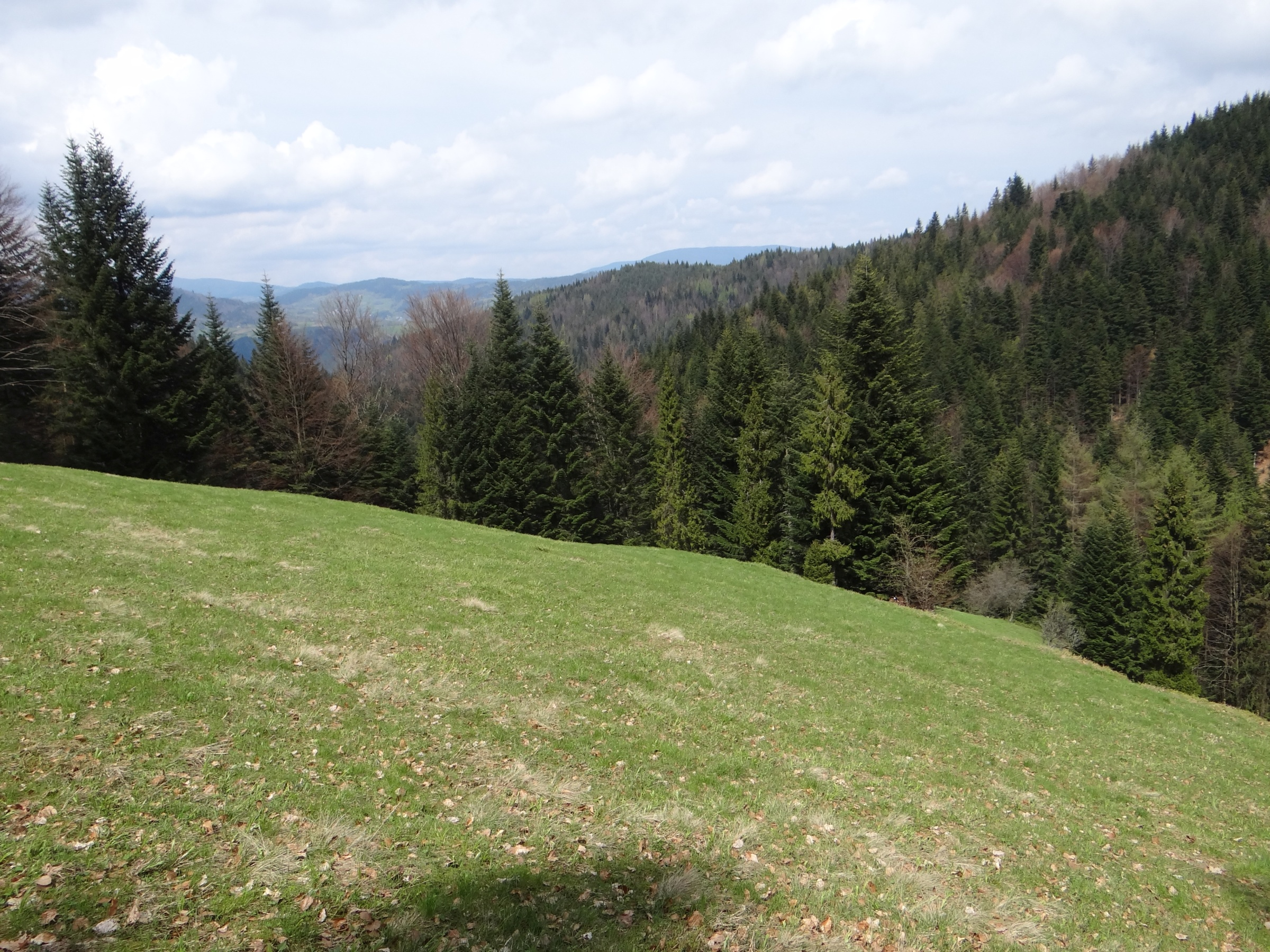
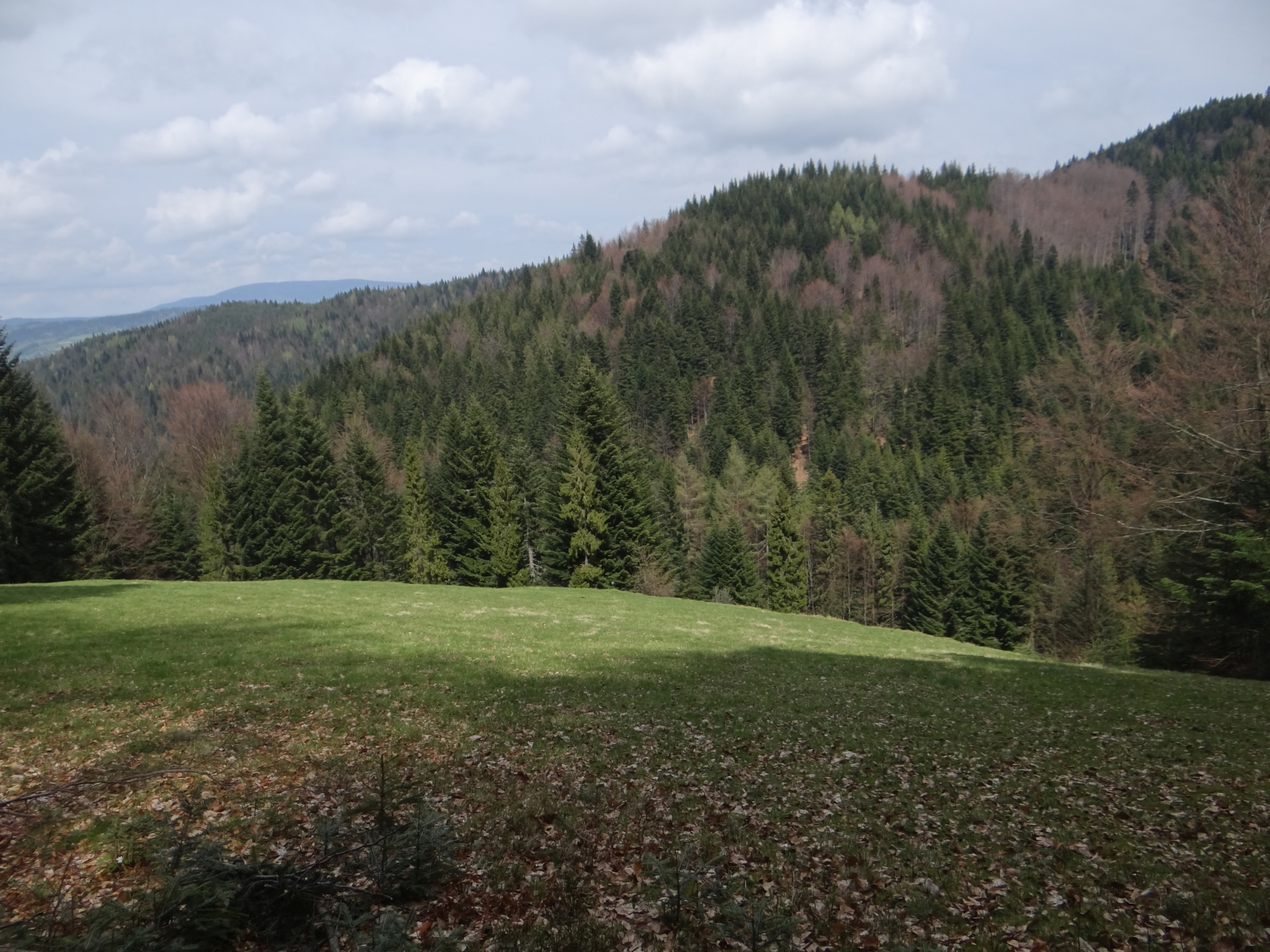